# لونه زنبور
لونه زنبور فیلمی به کارگردانی برزو نیک‌نژاد، نویسندگی محسن کیایی و تهیه‌کنندگی سعید خانی محصول سال ۱۳۹۶ است. این فیلم در تاریخ ۲۳ اسفند ۱۳۹۶ در سینماهای سراسر ایران اکران شده است.

## داستان
صابر (پژمان جمشیدی) و مرتضی (محسن کیایی) دو پسرخاله هستند که در عرصهٔ دزدی فعالیت دارند و با تحویل گرفتن یک جعبه که پدر صابر (فرید سجادی حسینی) از مهتاب (رعنا آزادی ور) می‌دزدد وارد دردسر می‌شوند و مجبور به پنهان کردن آن می‌شوند و مهتاب و برادرش پدر صابر را می‌کشند و صابر و مرتضی برای مراسم تدفین پدر صابر به شهرستان می‌آیند ولی بعد از ۱۰ روز به تهران بر می‌گردند و متوجه وجود مهتاب می‌شوند و ناچارند محموله دزدی پدر صابر که ارزش ۳۰ میلیاردی دارد را با خود ببرند ولی وقتی وارد آنجا می‌شوند می‌فهمند که آنجا تبدیل به کلانتری شده و آن‌ها فقط یک راه برای ورود به کلانتری داشتند و آن هم این بود که خود را سرباز جلوه دهند و موفق می‌شوند و متوجه می‌شوند که محموله شان در بازداشتگاه چال شده ولی در روز اول مأموریتی خطرناک برای آن‌ها پیش می‌آید که در آن مأموریت باید سارقان مسلح را بگیرند و مرتضی موفق به گرفتن آن‌ها می‌شود ولی یکی از کیسه‌های طلا توسط مهتاب و برادرش که دائم در حال تعقیب مرتضی و صابر هستند ربوده می‌شود و به هرحال صابر از ناحیهٔ کتف تیر می‌خورَد و مجبور می‌شود به بیمارستان برود. او و سروان مطلبی با هم در بیمارستان بستری می‌شوند و مرتضی تلاش می‌کند تا جعبه را بیرون در بیاورد ولی در همان موقع سرو کله مهتاب و برادرش پیدا می‌شود و مرتضی را سوار ماشین خود می‌کنند تا به دنبال صابر برود و برای آن‌ها این مسئله را توضیح دهد ولی سروان هم تختی صابر از این مسئله خبر دار می‌شود و به این دو سرباز در دزدی کیسه دوم طلاها مشکوک می‌شود و به مرکز اطلاع می‌دهد در آخر هر۴ نفر آن‌ها دستگیر می‌شوند ولی مرتضی و صابر که جرم آن‌ها سبک‌تر بوده ظرف دو سال آزاد می‌شوند و این دفعه می‌خواهند محموله را دربیاورند که مشاهده می‌کنند آن ساختمان تبدیل به خوابگاه دانشجویی دخترانه شده.

## بازیگران
- پژمان جمشیدی
- محسن کیایی
- بهاره کیان‌افشار
- هومن برق‌نورد
- رعنا آزادی‌ور
- پیام احمدی‌نیا
- فرید سجادی حسینی
- سیاوش چراغی‌پور
- پاشا جمالی

## موسیقی
| شماره | نام                          | خواننده   | مدت  |
| ----- | ---------------------------- | --------- | ---- |
| ۱.    | «ماه پیشونی» (تیتراژ پایانی) | هوروش بند | ۳:۰۲ |